# Kuhroter Milchling
Der Kuhrote Milchling oder Fleischrote Milchling (Lactarius hysginus Syn.: Lactarius curtus) ist eine Pilzart aus der Familie der Täublingsverwandten (Russulaceae). Er ist ein mittelgroßer Milchling mit einem schmierig bis schleimigen, ziegelfarbenen Hut und einem kurzen Stiel. Der Mykorrhizapilz hat einen aromatischen Geruch und wächst meist bei Fichten. Die Fruchtkörper des scharf schmeckenden und ungenießbaren Milchlings erscheinen zwischen August und Oktober.

## Merkmale

### Makroskopische Merkmale
Der Hut ist 4–8 (11) cm breit, anfangs flach gewölbt, doch schon bald ausgebreitet und in der Mitte niedergedrückt. Er ist rötlich braun bis fleischrosa-bräunlich gefärbt und mitunter purpurn überhaucht und mehr oder weniger undeutlich konzentrisch gezont. Die glänzende Huthaut ist schmierig, bei Feuchtigkeit schleimig, und besonders zur Mitte hin oft etwas radialrunzelig. Der Rand ist anfangs eingebogen, dann glatt, dünn und scharf.
Die dicht stehenden Lamellen sind breit am Stiel angewachsen und laufen kaum daran herab. Sie sind mehr oder weniger untermischt oder gegabelt und anfangs blassgelb, später lebhaft ockergelb gefärbt. Oft haben sie einen zitronengelben Beiton. An verletzten Stellen werden sie braunfleckig. Das Sporenpulver ist ockerlich.
Der kurze Stiel ist 3–5 cm lang und 1–1,5 (2) cm breit. Er ist anfangs ausgestopft, im Alter hohl und blass rotbräunlich oder wie die Lamellen gefärbt. Bisweilen hat er dunklere flache Gruben und an seiner weißlichen, ringartig gezonten Spitze sieht man bei jüngeren Fruchtkörpern oft wasserklare Tröpfchen. Die Stielbasis ist mit einem weißlichen Myzel überzogen.
Das weißliche Fleisch ist unter der Huthaut bräunlich und riecht aromatisch obstartig, beim Eintrocknen mehr nach Bockshornklee oder Maggiwürze. Es schmeckt sehr scharf. Auch die weiße Milch ist brennend scharf und verfärbt sich nicht.

### Mikroskopische Merkmale
Die rundlichen bis breit ellipsoiden Sporen sind 6,4–7,9 µm lang und 5,8–7,0 µm breit. Der Q-Wert (Quotient aus Sporenlänge und -breite) ist 1,1-1,2. Das Sporenornament besteht aus wenigen, isoliert stehenden, stumpfen, bis zu 1 µm hohen Warzen und sehr breiten, gratigen Rippen, die mehrheitlich netzig verbunden sind. Der Hilarfleck ist inamyloid oder färbt sich nur teilweise mit Jodreagenzien an.
Die meist viersporigen Basidien sind zylindrisch bis keulig oder bauchig und messen 40–60 × 8–11 µm. Die zahlreichen, 45–90 µm langen und 8–10 µm breiten Pleuromakrozystiden sind spindelig oder lanzettförmig. Die ebenfalls zahlreichen Cheilomakrozystiden auf den heterogenen Lamellenschneiden sind spindelig bis flaschenförmig und messen 35–65 × 6–10 µm.
Die Huthaut (Pileipellis) ist ein 100–300 µm dickes Ixotrichoderm und wird aus mehr oder weniger parallel liegenden, gelatinisierten Hyphen gebildet. Aus diesem hyalinen bis blass bräunlichen Hyphengeflecht ragen aufrecht stehende, mehr oder weniger wellige, 2–3 µm breite Hyphenenden heraus, deren oberes Ende abgerundet bis schwach kopfig ist.

## Artabgrenzung
Der Kuhrote Milchling ist eine leicht zu bestimmende Art, die kaum zu verwechseln ist. Man achte auf den beim Eintrocknen typischen Maggigeruch, wie er auch für den Kampfer-Milchling (Lactarius camphoratus) und den Filzigen Milchling (Lactarius helvus) typisch ist. Dann beachte man den scharfen Geschmack, den satt rotbraunen Hut, die schmierige bis schleimige Huthaut und die bei Reife ockergelben Lamellen. Unter dem Mikroskop sind die relativ kleinen, rundlichen Sporen mit dem breitrippigen Ornament und dicker Ixocutis typisch und unverwechselbar, sodass dieser Milchling leicht von anderen rotbraunen Milchlingsarten unterschieden werden kann.

## Ökologie
Der Kuhrote Milchling ist wie alle Milchlinge ein Mykorrhizapilz, der meist mit Fichten und seltener mit Kiefern oder Birken eine symbiotische Partnerschaft eingeht.
Man findet den Milchling in oft feuchten Fichten-Tannen- und Fichtenwälder sowie in Fichten- und Kiefernforsten. Er wächst aber auch in Birkenbeständen, häufig auf Lichtungen oder an Wald- und Waldwegrändern. Der Pilz bevorzugt basen- und nährstoffarme, saure Böden, wie Podsole oder sandige bis schwach verlehmte Braunerden über Silikatgestein wie Granit, Gneis oder Sandstein oder über oberflächlich stark abgesauerten Tonen und Mergeln. Der Milchling ist ausgesprochen stickstoff- und kalkmeidend.
Die Fruchtkörper erscheinen zwischen August bis Ende Oktober. Man findet den Pilz vorwiegend im Hügel- und Bergland und nur selten im Flachland.

## Verbreitung

Verbreitung des Kuhroten Milchlings in Europa. Grün eingefärbt sind Länder, in denen der Milchling nachgewiesen wurde. Grau dargestellt sind Länder ohne Quellen oder Länder außerhalb Europas.

Die holarktische Art wurde in Nordasien (Ostsibirien, Japan, Südkorea), Nordamerika (nördliche USA) und Europa nachgewiesen. In Westeuropa ist sie selten (Pariser Becken, Belgien, in Großbritannien nordwärts bis zu den Hebriden). In Mitteleuropa ist der Milchling von Ostfrankreich (Vogesen, Jura) ostwärts über die Schweiz und Österreich bis nach Ungarn und von Deutschland bis Polen (Schlesien, nordwärts bis Ostpreußen) verbreitet. Auch in Nordeuropa ist der Milchling selten. Er wurde in Dänemark, Südschweden, Südfinnland und auf Bornholm nachgewiesen.
In Deutschland ist der Kuhrote Milchling von Bayern bis Niedersachsen im Hügel- und Bergland unregelmäßig gestreut und kommt insgesamt sehr zerstreut bis selten vor. Er fehlt in Schleswig-Holstein, Brandenburg und Mecklenburg-Vorpommern, außerdem fehlt die ausgesprochen kalkmeidende Art meist in Kalkgebieten. Da der Milchling überall deutlich zurückgeht, ist er stark vom Aussterben bedroht. In Österreich gibt es Funde aus allen Bundesländern außer Wien, allerdings sehr zerstreut und lückig.

## Systematik
Der Milchling wurde erstmals 1818 von Elias Magnus Fries in dessen Werk Observationes mycologicae als Agaricus hysginus beschrieben. In seinem Werk Epicrisis systematis mycologici (1838) stellte Fries den Milchling in die Gattung Lactarius, sodass er seinen heute gültigen wissenschaftlichen Namen bekam. Lactifluus hysginus (Fr.) Kuntze (1891) ist ein nomenklatorisches Synonym, während Lactarius curtus Britzelm. (1885) nach Meinung der meisten Autoren ein taxonomisches Synonym ist. Bei Lactarius hysginus im Sinne von Blum handelt es sich um eine Missinterpretation des Taxons, Blums Name bezieht sich auf den Nordischen Milchling (L. trivialis).
Das lateinische Artepitheton hysginus leitet sich ab von hysginum (Hysgin–Purpur oder Karmesin), einem in der Antike beliebten, purpurroten bis rotbraunen Farbstoff (siehe Färberei in der Antike).

### Infragenerische Systematik
Der Kuhrote Milchling wird von Heilmann-Clausen und M. Basso in die Sektion Glutinosi gestellt, doch während Basso den Milchling in die Untersektion Trivialini stellt, deren Vertreter braune, violettbraune oder rötlich braune Hüte, eine mehr oder weniger unveränderliche, weißliche Milch und eine klebrige bis schmierige Huthaut haben, stellt Heilmann-Clausen den Milchling in die Untersektion Pallidini, in der er Milchlinge zusammenfasst, die einen ungezonten, cremefarbenen oder rötlich braunen Hut, eine meist unveränderliche Milch und Sporen mit zebrastreifenartiger bis netziger Ornamentierung haben. Die Huthaut dieser Milchlinge ist gut als Ixotrichoderm ausgebildet.

## Bedeutung
Der scharf schmeckende Milchling ist ungenießbar.